# 死なない男に恋した少女
『死なない男に恋した少女』（しなないおとこにこいしたしょうじょ）は、空埜一樹による日本のライトノベル。イラストはぷよが担当。第1回ノベルジャパン大賞奨励賞受賞作品を改稿の後、HJ文庫（ホビージャパン）より2008年6月から2010年12月まで刊行された。

## ストーリー
乃出狗斗は表向き普通の高校生だが、生まれつき不死身の体を持っていた。これまで何度も刺殺・撲殺・爆殺・毒殺その他の普通ならば死んでいるはずの目に遭っているが、驚異的な回復力で何事も無かったかのように生き長らえているため、いつしか近隣一帯の不良たちを震え上がらせ「番長」に祭り上げられるようになっていた。
ある日の晩、狗斗は買い物帰りの所を通り魔、それも自分と同年代ぐらいの少女に襲われて滅多刺しにされる。狗斗を滅多刺しにした少女はその場を立ち去るが、しばらくして狗斗は通り魔がいなくなったのを見計らって立ち上がり、そのまま家路に就いた。
翌日、狗斗を襲った通り魔・桐崎恭子が明答学園に転校して来るが放課後、恭子は狗斗を校舎裏に呼び出し、いきなり告白して来た。
「クギト、私の恋人になってくれ!!」

## 登場人物

### 主要人物
乃出 狗斗（ので くぎと）
本作の主人公。高校2年生。生まれつき不死身の体を持ち、そのことに恐れを為した父親から苛烈な虐待を受け続け、刑事となった姉・雪華に連れられて実家を出ていき2人で暮らしている。
好戦的な性格ではないが、その特異体質のため何度も近隣の不良に襲撃され普通ならば死んでもおかしくない目に遭わされるが、その度に驚異的な回復力で何事も無かったかのように起きあがることから不良たちを震え上がらせ、いつの間にか「番長」として恐れられている。
組織におけるコードネームは「死霊のはらわた」。
桐崎 恭子（きりさき きょうこ）
本作のヒロイン。高校2年生。幼少の頃に刃物で肉を切る感触に対するフェティシズムに覚醒し、それが次第にエスカレートして中学2年の時に中年男を色仕掛けで騙して殺害。以後、衝動に狩られて通り魔殺人を何度も繰り返していた。その結果、いつしか闇サイトでは「午前零時の殺人鬼」と呼ばれ、その手口が芸術的であるとして信奉者まで現れている。
滅多刺しにして殺害したはずの狗斗が翌日、何事も無かったかのように登校して来たことに感激し、狗斗に告白。以後「学校では1日1刺し」を条件に持ち歩いているナイフを狗斗の体に刺して殺人を思い留まっているが、ある事件に際して法律で裁けない犯罪者を通り魔の犯行に見せかけて超法規的に処刑する「組織」に不本意なまま加入させられる。
身体能力は超高校生級であるが、狗斗の前以外では普段と懸け離れた「おしとやかなお嬢様」的なキャラクターを演じている。
組織におけるコードネームは「ジャック」。

### 「組織」関係者
三月ウサギ（さんがつうさぎ）
闇サイト「アリスの茶会」で「午前零時の殺人鬼」を絶賛していた人物。しかし、犯行の件数が減少していることと昨今の犯行には初期のような芸術性が見られないと言い、一方的に後継者を宣言。りんを襲撃して瀕死の重傷を負わせるが、その犯行は恭子を「組織」に引き込むため「組織」に誘導されたものであった。
花王曽根宮 春香（かおうそねみや はるか）
「組織」のメッセンジャー。常にスーツで身を固めており、どこからともなく現れて恭子に「組織」からの指令を伝える。

### その他の人物
久遠 りん（くおん りん）
高校2年生。狗斗の同級生で、人を疑うことを全く知らない聖人君子を地で行くような性格の少女。通り魔に襲撃され瀕死の重傷を負う。その際、恭子は入院中のりんに危害を加えないことを条件として「組織」に加入させられるが、りん自身はその経緯も恭子の正体も知らない。
乃出 雪華（ので ゆきか）
狗斗の姉。25歳。明答（めいとう）警察署勤務の刑事で、主に少年犯罪を担当している。
「妻（母）が狗斗を出産した直後に亡くなったのは、狗斗が不死身であることだ」と難癖を付けて虐待していた父に対する反発から、警察学校を卒業して警察官になると同時に、狗斗を連れて独立し保護者となった。
狗斗の数少ない理解者だが、家事は不得意。カップラーメンを好んで食べる。
名栗 豹介（なぐり ひょうすけ）
生まれつき人並み外れた腕力を持ち、喧嘩のたびに相手を再起不能に陥らせたことが原因で両親より育児放棄された男。暴力団の尖兵として鉄パイプを武器に単身、対立する組へ乗り込んで全てを破壊し尽くして来たことから「潰し屋」と呼ばれている。
豹介がさる与党議員の娘を襲撃する命令を受けたとの情報を察知した「組織」から、恭子に対して娘を警護し豹介を返り討ちに遭わせるよう「組織」の一員としての指令が下される。しかし、豹介は行き倒れになっていた所を標的である与党議員の娘、早苗優花に保護されて人の情に触れたことで命令を遂行する意志を失ったことから、狗斗の申し出により「組織」の抹殺リストから除外されて要監視へランクが下げられることになった。

## 既刊一覧
- 空埜一樹（著） / ぷよ（イラスト） 『死なない男に恋した少女』 ホビージャパン〈HJ文庫〉、全7巻
  1. 2008年6月1日初版発行（同日発売[2]）、ISBN 978-4-89425-718-4
  2. 「日常のカケラ」2008年11月1日初版発行（同日発売[2]）、ISBN 978-4-89425-785-6
  3. 「命のカタチ」2009年4月1日初版発行（同日発売[2]）、ISBN 978-4-89425-847-1
  4. 「刹那のキズナ」2009年8月1日初版発行（同日発売[2]）、ISBN 978-4-89425-916-4
  5. 「斗いのサダメ」2009年12月1日初版発行（同日発売[2]）、ISBN 978-4-89425-967-6
  6. 「死喰いのドウケ」2010年8月1日初版発行（同日発売[2]）、ISBN 978-4-7986-0030-7
  7. 「彼方のアシタ」2010年12月1日初版発行（同日発売[2]）、ISBN 978-4-7986-0102-1